# Jadesola Akande
Pour les articles homonymes, voir Akande.
Jadesola Olayinka Akande (CON, OFR) (15 novembre 1940 – 29 avril 2008) est une avocate nigériane, auteure et universitaire ; elle est la première femme professeure de droit du Nigeria.

## Formation
Née à Ibadan, dans l'État d'Oyo, Akande fait ses études primaires et secondaires à Ibadan,. Elle obtient ensuite le diplôme "G.C.E Advanced Level" après avoir été élève à la Barnstaple Girls Grammar School au Devon, en Angleterre. Puis, elle a fait des études de droit au University College de Londres, qu'elle finit en 1963,.

## Carrière
Après avoir été admise au barreau à l'Inner Temple de Londres et à la Nigerian Law School, Akande rentre au Nigeria, et elle y commence une carrière de fonctionnaire au "West Regional Civil Service". Elle a été un membre clé du Comité de Révision Constitutionnelle de 1987, et de la Commission Présidentielle sur la Sécurité Nationale en 2000.
En avril 1989, Akande est nommée Vice-chancelière de l'Université d'État de Lagos, un poste qu'elle occupe jusqu'en 1993, après avoir été maître de conférences à l'Université de Lagos. En 2000, elle est nommée Pro-recteur de l' Université Fédérale de Technologie, à Akure, poste qu'elle occupe jusqu'en 2004.

## Œuvre
- Jadesola Olayinka Debo Akande, Laws and Customs Affecting Women's Status in Nigeria, International Federation of Women Lawyers (Nigeria), 1979 (lire en ligne)
- Jadesola Akande et Mariame Ouattara, Training Manual for the Participation of Women in Governance: Advocacy, Lobbying Networking, Coalition-building and Negotiation, WiLDAF/FeDDAF West Africa, 2007 (lire en ligne)
- Jadesola Akande et Peter O. Adeniyi, Addresses Delivered on the First Day of the Combined 13th and 14th Convocation :: Friday, 1st November, 2002, Federal University of Technology, 2002 (lire en ligne)

## Décorations et distinctions
- Commandeur de l'Ordre du Niger (CON) – 1998
- Honneur National de l'Ordre du Niger (OFR) – 2002